# Roman Boos
Roman Boos (* 9. Januar 1889 in Zürich; † 10. Dezember 1952 in Arlesheim) war ein Schweizer Jurist, Sozialwissenschaftler, Anthroposoph und freier Schriftsteller.

## Leben
Boos wuchs in Zürich als Sohn eines zugewanderten Deutschen und einer in Triest aufgewachsenen Schweizer Frauenrechtlerin auf; seine Eltern leiteten dort ein internationales Töchterinstitut. Er studierte Rechts- und Sozialwissenschaft in Zürich und Berlin. Die Eltern waren bereits mit der Anthroposophie verbunden. Eine seiner drei Schwestern, die Ärztin Ida (1887–1963), heiratete den ebenfalls der Lehre Rudolf Steiners verbundenen Romanisten Walther von Wartburg. Er selbst heiratete die anthroposophische Malerin Hildegard Hamburger (1887–1969); sie hatten zwei Kinder.
In Berlin begegnete er dem Rechtshistoriker Otto von Gierke, dem „Vater“ des germanischen Genossenschaftsrechts, der dessen Gegensatz zum Individualismus des römischen Corpus iuris civilis herausgearbeitet hatte. Diese und andere kulturgeschichtlichen Ideen – etwa des Kunsthistorikers Heinrich Wölfflin – baute er in seine sehr umfangreiche Dissertation mit dem Titel Der Gesamtarbeitsvertrag, nach Schweizerischem Recht ein. Sie fand die Zustimmung seines Zürcher Lehrers Eugen Huber, dem Schöpfer des Schweizerischen Zivilgesetzbuches. 1934 knüpfte er mit seinem Buch Neugeburt des deutschen Rechts erneut an diese geistesgeschichtliche Arbeit an.
Als Rudolf Steiner ab 1917 die Idee der sozialen Dreigliederung entwickelte, eröffnete sich für Boos ein neues konkretes Arbeitsfeld: Er wurde 1919 Sekretär beim „Bund für Dreigliederung des sozialen Organismus“ und leistete dabei neben Steiner die Hauptarbeit (und daneben auch persönliche Sekretariatsarbeiten für Steiner). Er gründete die Futurum AG mit – eine Assoziation verschiedener Unternehmen, deren Gewinne dem „freien Geistesleben“ zufließen sollten –, die später im Zuge der Deutschen Inflation zusammenbrach.
Im Mai 1921 erlitt Boos einen schweren Burnout-ähnlichen Zusammenbruch, der mehrjährige Erholung und psychiatrische Behandlung nach sich zog. Erst nach dem Tode Rudolf Steiners (1925) konnte er seine Tätigkeit – vorwiegend als freier Schriftsteller und Vortragsredner, nach 1945 auch in Deutschland – wieder aufnehmen, wobei er sich besonders mit dem ihm eigenen leidenschaftlichen Kampfgeist auch in die Konflikte innerhalb der Anthroposophischen Gesellschaft einmischte.
1942 wurde er kaufmännischer Leiter eines Unternehmens für chirurgische Instrumente und heiratete in zweiter Ehe Edith Kutscher. Im Jahre 1950 begründete er mit drei engen Freunden und Mitarbeitern die „Vereinigung für freies Unternehmertum“. Eine wichtige Aktivität während seiner letzten Lebensjahre war die Durchführung der so genannten „Helvetischen Disputationen“, die in der Öffentlichkeit stark beachtet wurden.

## Werke

### Originalausgaben
- Der europäische Krieg und unser Schweizer Krieg. Vortrag gehalten vor der Freistudentenschaft der Universität Zürich im Februar 1915. SDV, Zürich 1915
- Der Gesamtarbeitsvertrag, nach Schweizerischem Recht (Obl. R. Art. 322 und 323). Deutsche Geistesformen deutschen Arbeitslebens. Diss. Duncker & Humblot, München und Leipzig 1916; 2. A. 1920
- Aktenmässige Darstellung der Hetze gegen das Goetheanum. In: Die Hetze gegen das Goetheanum. 2 Aufsätze (mit Rudolf Steiner). Der Kommende Tag, Dornach/Stuttgart 1920
- Rudolf Steiner und die Politik. In: Vom Lebenswerk Rudolf Steiners. Hg. v. Friedrich Rittelmeyer. Chr. Kaiser, München 1921
  - Neuauflage in Einzelausgabe: Troxler, Bern 1946
- Michael gegen Michel. Katharsis des Deutschtums 1914–1925. Antwort aus der deutschen Schweiz auf eine französische Frage. Verlag für Freies Geistesleben (Willy Storrer). Basel 1926
- Die Dramatik des Lichts im Werk Matthias Grünewalds. Geering, Basel 1928
- Vom Grundstein des Christentums. Nachschrift eines am 25. Januar 1927 im Wiener Zweig gehaltenen Vortrags. Selbstverlag, Münchenstein 1928
- Vom Wesen der Anthroposophie Rudolf Steiners. In memoriam Carl Unger. Philosophisch-Anthroposophischer Verlag am Goetheanum, Dornach 1929
- Die Dreigliederungs-Idee, das Goetheanum und das Dreigliederungs-Ideal im Lebensgang Rudolf Steiners und im Schicksal der Welt. Auf der Grundlage eines zu Michaeli 1929 gehaltenen Vortrags. Hugi, Münchenstein o. J. (1930)
- Wirklichkeit und Schein im modernen Staatsbegriff. Rothschild, Berlin-Grunewald 1931
- Soll und Haben der Weltkrise. Nach einem Vortrag. Zbinden & Hügin, Basel 1932
- Rudolf Steiner während des Weltkrieges. Beiträge Rudolf Steiners zur Bewältigung der Aufgaben, die durch den Krieg der Welt gestellt wurden. Dornach 1933
- Neugeburt des Deutschen Rechts. Ein Beitrag zur Überwindung des corpus juris. Oldenbourg, München 1934
- Der Ordensstaat des Weissen Kreuzes
- Ave Helvetia oder Allgemein-Verbindlich-Erklärung von Gesamtarbeitsverträgen? Ein freies Wort zum eidgenössischen Gespräch. Hugi, Arlesheim 1941
- Die sozialen Lebensformen der Freiheit. Fünf Vorträge. Troxler, Bern 1942
- Kunst, Krieg und Frieden. Volksverlag, Elgg 1943
- Reichsgeist und Schweizergeist. Vortrag, gehalten (…) im Rahmen der Vortragsreihe des Zürcher Schriftstellervereins. Volksverlag, Elgg 1945
  - Neuausgabe, mit dem Untertitel Ein Beitrag zur Idee der Schweiz in Europa: Novalis, Schaffhausen 1992
- Der soziale Freiheitsraum. Troxler, Bern 1945
- Rudolf Steiner als Gestalter des sozialen Freiheitsraumes. Troxler, Bern 1945
- Die soziale Heilkraft der Anthroposophie. Verlag der Sozialwissenschaftlichen Vereinigung am Goetheanum, Dornach 1946
- Anthroposophie als Bewegung, als Gesellschaft und als Hochschule. Vortrag vor dem Rudolf Steiner-Zweig Dornach am 27. September 1947. Manuskriptdruck, o. O. o. J. (1948)
- Aktive Neutralität als Grundmaxime schweizerischer Weltverbundenheit. In: Die Weltbedeutung der schweizerischen Neutralität. Artemis (Schriften zurzeit 19), Zürich 1948
- Goethes Faust in der Dramatik des deutschen Schicksals. Zbinden, Basel 1953
- Freiheit als soziale Gestaltungskraft. 3 Vorträge. Vereinigung für freies Unternehmertum, o. O. 1955
- Thomas von Aquino. Übersetzungen – Aufsätze – Vorträge. Meier, Schaffhausen 1959

### Als Herausgeber
- Der Weg zum Staat und die Grenzen des Staates. Der Kommende Tag, Stuttgart 1921
- Soziale Zukunft. Grundsätzliches zur Dreigliederung. Der Kommende Tag, Stuttgart 1921
- Elementare Kräfte zum Frieden. 3. «Helvetische Disputation» in Basel. AZ-Presse, Aarau 1944
- Das Menschenbild im katholischen, protestantischen, anthroposophischen Erziehungsideal (4. «Helvetische Disputation», mit Heinrich Barth, Friedrich Eymann und Josef Rudin). Paul Haupt, Bern 1946
- Rudolf Steiner während des Weltkrieges. Beiträge Rudolf Steiners zur Bewältigung der Aufgaben die durch den Krieg der Welt gestellt wurden. Mit Einwilligung von Frau Marie Steiner hrsg. und eingeleitet von Roman Boos. Verlag der Sozialwissenschaftlichen Vereinigung am Goetheanum, Dornach o. J.
- Anthroposophie und akademische Wissenschaften. Vier Vorträge Rudolf Steiners, gehalten in Zürich im November 1917  (heute in GA 73 enthalten). Europa, Zürich 1950
- Soziale Zukunft. 6 Vorträge Rudolf Steiners mit Fragenbeantwortung (heute = GA 332a). Troxler, Bern 1950
- Wie wirkt man für den Impuls der Dreigliederung des sozialen Organismus? Ein Kursus für Redner. 10 Vorträge Rudolf Steiners (heute = GA 338). Troxler, Bern 19??